# Гюн (вірменська літера)
Ւ, ւ  (гюн, вірм. ւիւն) — тридцять четверта літера вірменської абетки. 
У класичній вірменській мові позначає звук /u/. У діалектах — /v/. 
Ця буква разом із буквою во утворює вірменську у (ՈՒ Ու ու). Оскільки букви у немає в абетці Маштоца, на її позначення використовують диграф, утворений із цих літер.
Числове значення — 7000. 
В Юнікоді має такі коди: U+0582, U+0548 для Ւ, U+0582 для ւ. В інших типах кодування відсутня.
| Вірменська абетка | Вірменська абетка |
| --- | ----------------- |
| Ա · Բ · Գ · Դ · Ե · Զ · Է · Ը · Թ · Ժ · Ի · Լ · Խ · Ծ · Կ · Հ · Ձ · Ղ Ճ · Մ · Յ · Ն · Շ · Ո · Չ · Պ · Ջ · Ռ · Ս · Վ · Տ · Ր · Ց · Ւ · Փ · [[Ке (вірменська літера)\|АплКо |                   |